# Philippe Wolfers
Philippe Wolfers (16 dubna 1858 – 13. prosince 1929) byl belgický stříbrník, klenotník, sochař, medailér a designér. Jeho vrcholná tvorba náleží k secesnímu stylu, v pozdějších letech se přibližoval k art deco. Jako návrhář šperků byl méně plodný než jeho francouzský současník René Lalique. Přesto jeho jedinečné kusy (exemplaires uniques) patří mezi nejlepší ukázky secesního šperkařství. Wolfers je také známý jako tvůrce socha, dekorativních předmětů a nádobí ze vzácných materiálů, jako je stříbro, bronz, slonovina a mramor. Navrhoval také vázy, předměty ze skla a fajáns.

## Život
Philippe Wolfers byl synem Louise Wolferse (1820–1892), který vedl rodinnou firmu Wolfers frères a byl stříbrníkem a dvorním klenotníkem v Bruselu. Mladý muž nastoupil do rodinného podniku jako učeň v roce 1875. Studoval sochařství na Královské akademii výtvarných umění v Bruselu a u Isidora De Ruddera. Philippe se svým otcem podnikl mnoho studijních cest po Evropě, navštívil světové výstavy ve Vídni (1873) a Paříži (1889). Jako mnoho jeho současníků byl ovlivněn japonským uměním. Wolfers, inspirovaný přílivem japonského umění v Evropě během 70. let 19. století, přešel od strnulých, ornamentálních vzorů k realističtějším zobrazením přírody a integroval do své práce japonskou estetiku.
Po otcově smrti v roce 1892 převzal Philippe Wolfers se svými bratry Maxem a Robertem rodinnou firmu a stal se jejím designérem. V této roli představil stříbrné nádobí v avantgardním secesním stylu, jako je mísa na ovoce Orchidées (Orchideje) z roku 1894 a jedna z jeho váz z doby kolem roku 1896 vystavená nyní v Metropolitním muzeu umění v New Yorku. Během tohoto období začal používat i organické materiály jako slonovinu, karneol, opál a turmalín, přičemž řemeslníci je dovedně vyřezávali do složitých květinových a zvířecích forem, což se stalo typickým pro jeho jedinečné secesní výtvory.

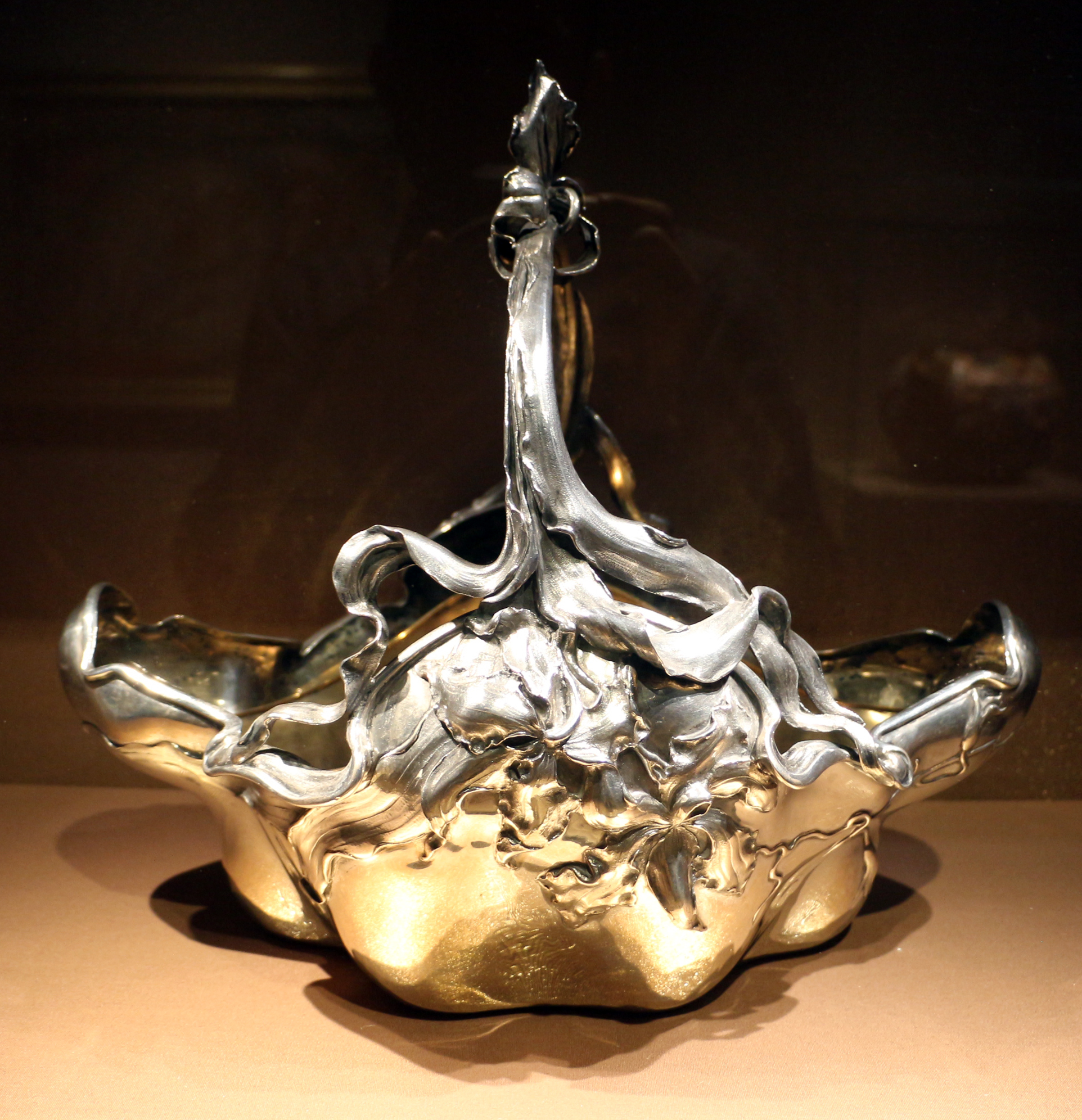
Orchideje, stříbrná mísa na ovoce (1894)
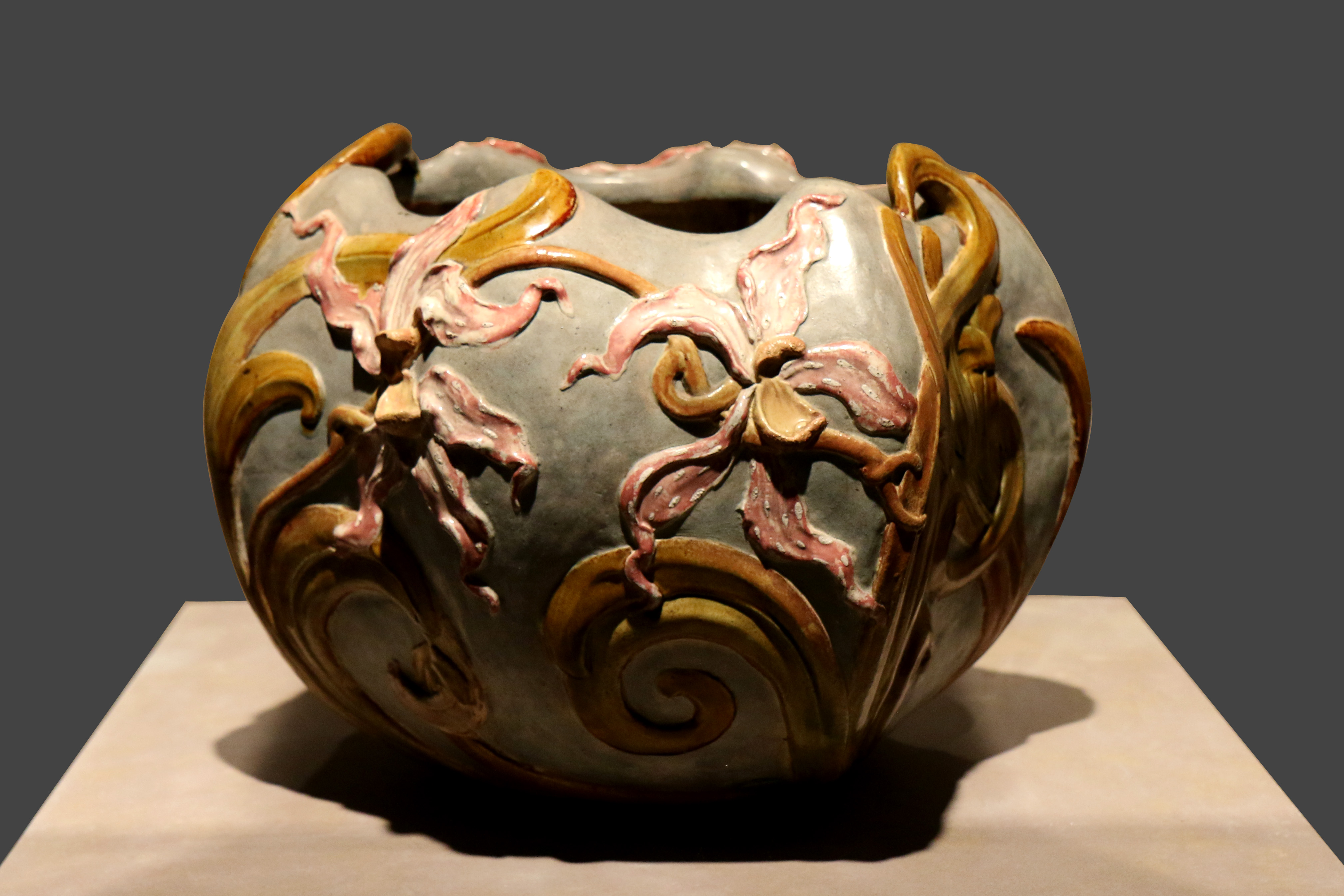
Orchidej, květináč z glazované kameniny (1897)

V letech 1898 až 1907 vyrobil Wolfers asi 130 jedinečných šperků. Každý kus byl označen slovy EX. UNIQUE (exemplaire unique, jedinečný kus) a jeho iniciálami. Měly ukázat umělcovu řemeslnou zručnost a byly zasílány na významné národní i mezinárodní výstavy. Tyto unikátní šperky byly již tehdy mimořádně drahé. Kusy, které zůstaly neprodané, byly po nějaké době rozebrány a drahé kovy a drahé kameny byly znovu použity k výrobě nových šperků. Díky tomu je tento typ exkluzivních šperků dnes velmi vzácný. Je známo již jen asi 20 kusů. Jedna z jeho „jedinečných“ broží se v roce 2012 prodala na aukci Bonhams za více než 23 000 britských liber. Náhrdelník Glycines (Vistárie), vytvořený pro světovou výstavu v Paříži v roce 1900, se v roce 2016 prodal v ženevskě aukční síni Christie's za 257 000 švýcarských franků.

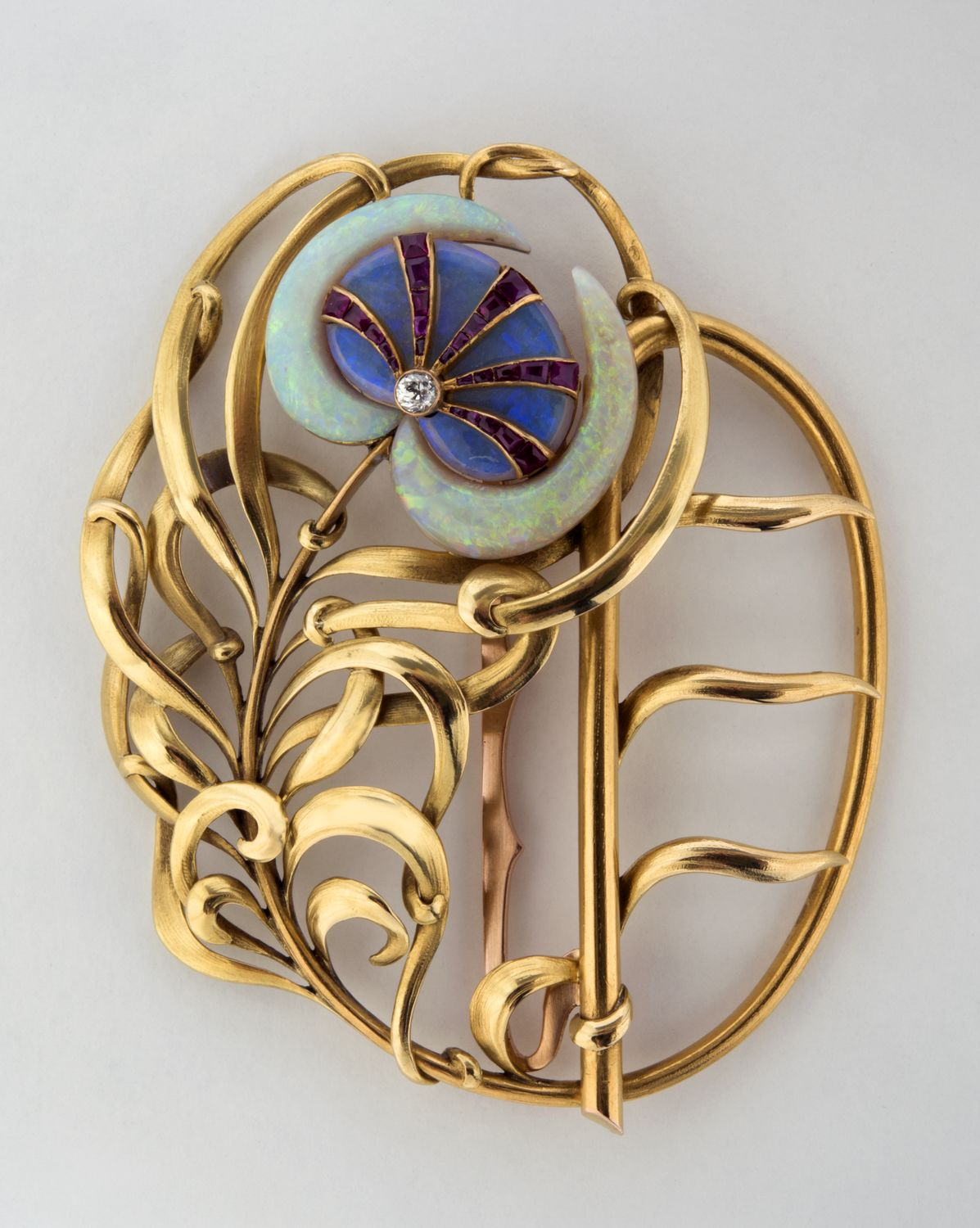
Plumes de Paon (Paví pera), přezka na opasek od Wolferse (1898)
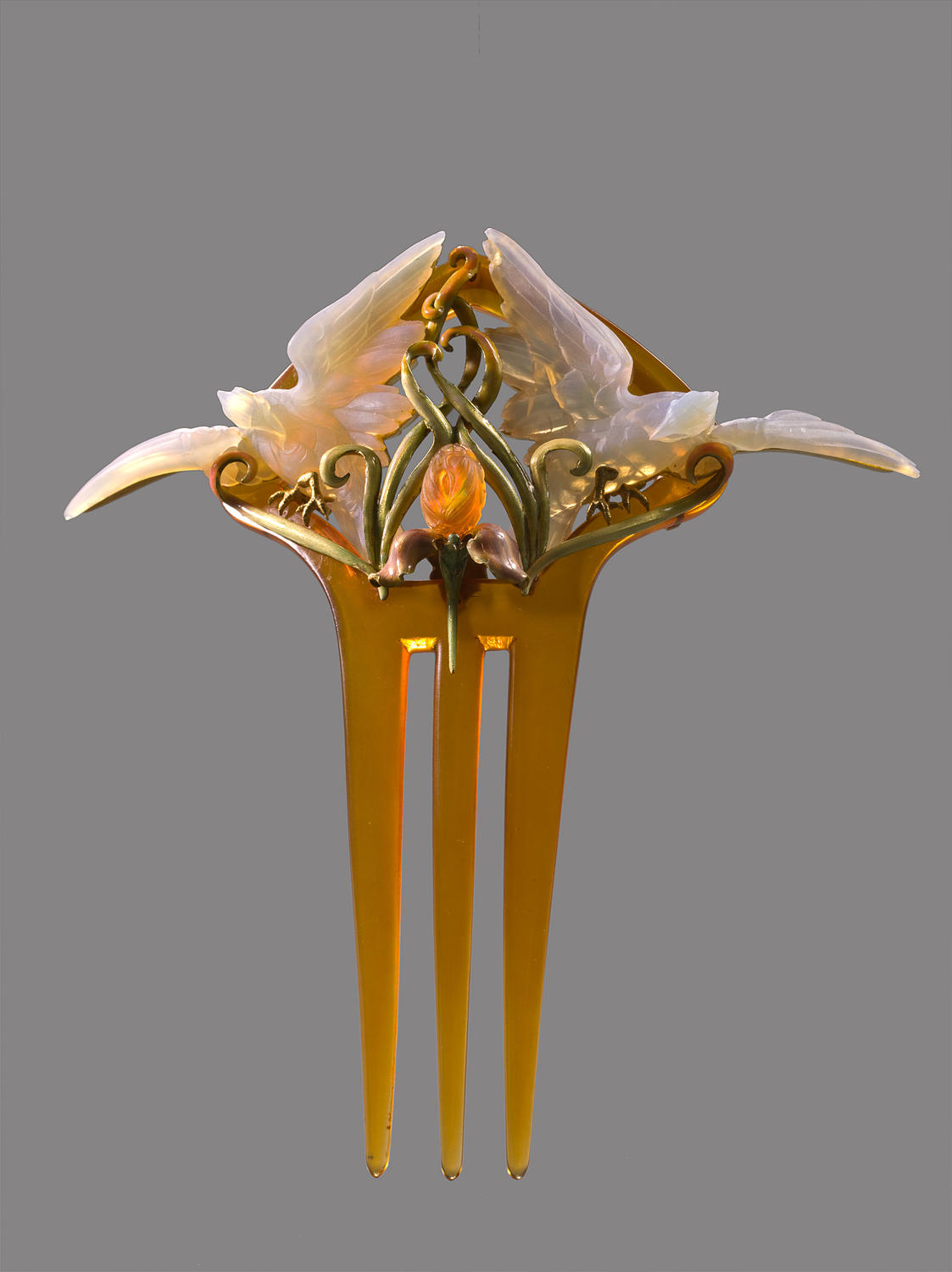
Oiseaux et Iris (Ptáci a kosatec) dekorativní hřeben do vlasů (1899)
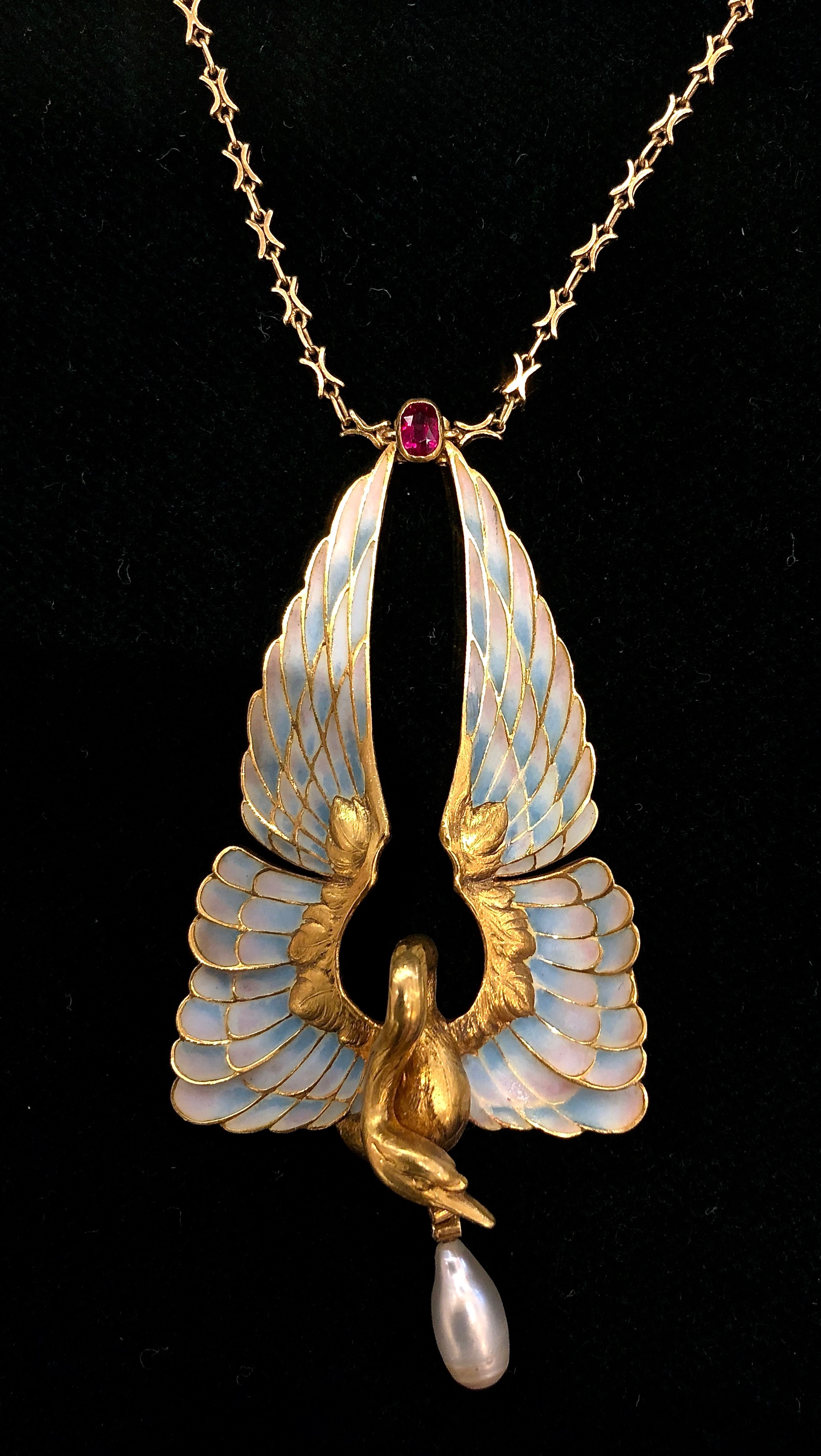
Přívěsek Labuť (1901)
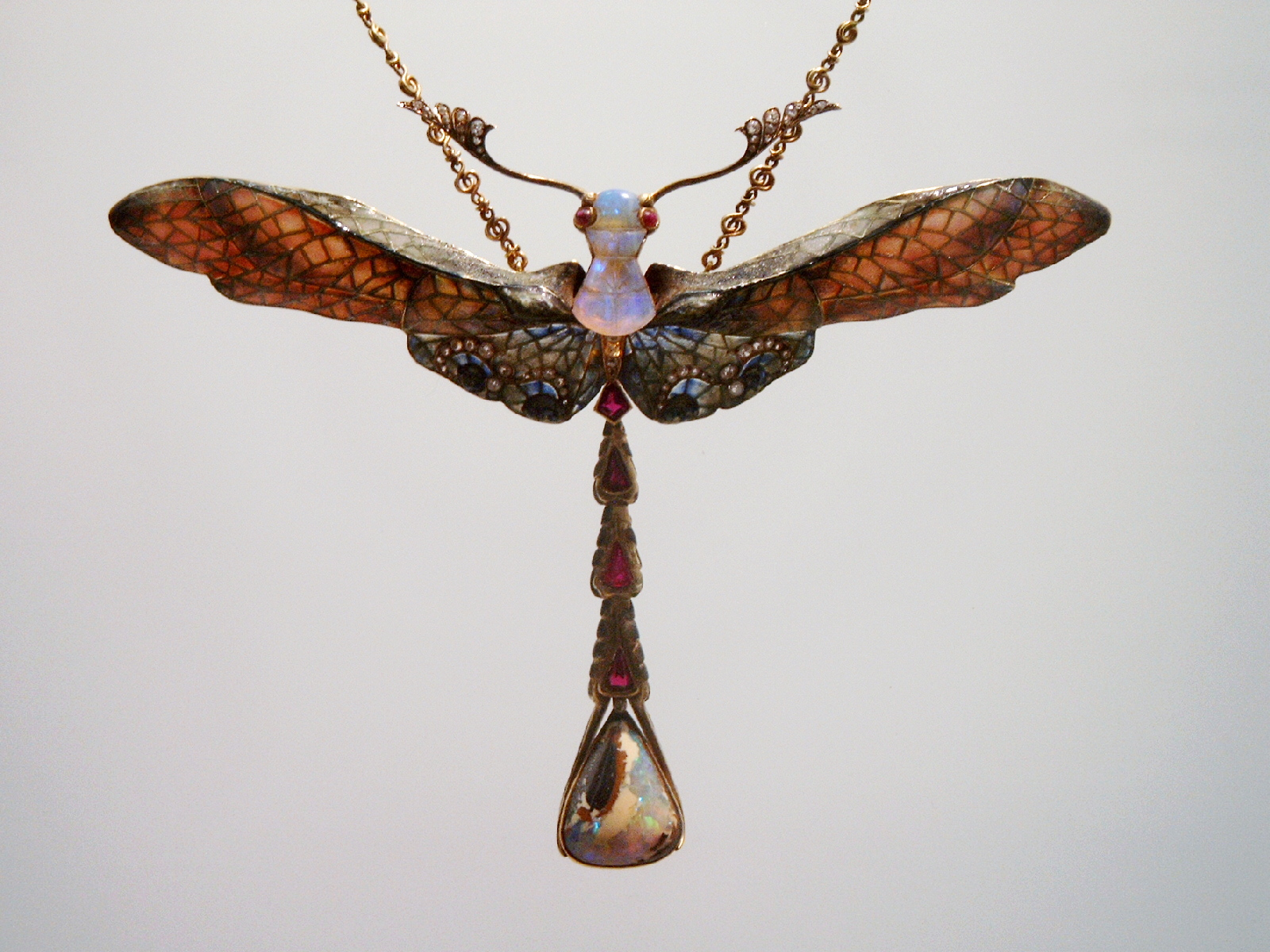
Libelle (Vážka), přívěsek vyrobený ze zlata, opálu, smaltu, rubínů a diamantů (1902)
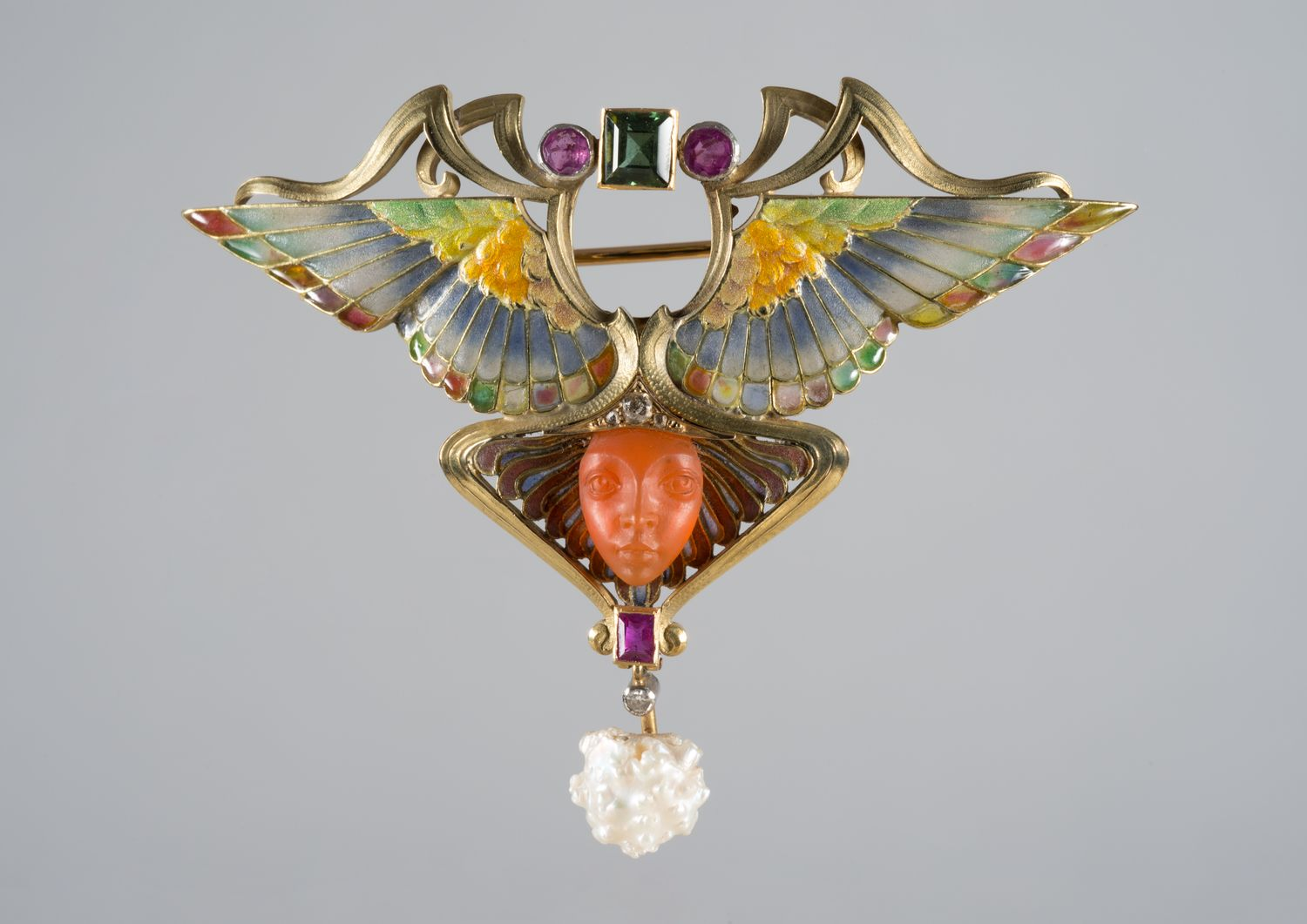
Niké, brož (1902)

Roku 1923 byl Wolfers jmenován komturem Řádu koruny.